# Beddermolen
De Beddermolen (ook: Bedderenmolen) is een windmolen in de tot de Antwerpse gemeente Westerlo behorende plaats Tongerlo, gelegen aan de Molenwijk 72-74.
Deze standaardmolen met open voet fungeerde als korenmolen. Bedder staat voor: planken.

## Geschiedenis
Oorspronkelijk was de molen eigendom van de Abdij van Tongerlo. In 1163 zou de molen door de heer van Diest aan de abdij zijn geschonken. In de archieven van de abdij is in 1535 voor het eerst ondubbelzinnig sprake van een molen. Ook in Hapert en in Hoogeloon bezat de abdij een molen, maar deze molens moesten in 1590 worden afgestaan aan de bisschop van 's-Hertogenbosch.
In 1683 werd de windmolen te Tongerlo nieuw opgebouwd maar in 1723 brandde hij af, waarop een nieuwe molen werd gebouwd. In 1796 werd het abdijbezit verbeurd verklaard en werd de molen aan een particulier verkocht.
In 1960 werden de molen en het molenaarshuis beschermd als monument en in 1963 werd de molen gerestaureerd. In 1967 brandde hij af. In 1981 werd de molen herbouwd waarbij zoveel mogelijk onderdelen van de verwoeste molen werden gebruikt. In 2011 werd de molen opnieuw beschermd, en werd hij aangekocht door vzw Kempens Landschap, om in erfpacht gegeven te worden aan de gemeente Westerlo. In 2016-2017 werd de molen maalvaardig gerestaureerd.
Niet alleen de molen is beschermd, maar het gehele omliggende weiland en de bijbehorende gebouwen zijn beschermd als landschap. Die gebouwen zijn: het molenaarshuis, een schuur en een bakhuis.